# Cantón de Liberia

Liberia es el cantón primero de la provincia de Guanacaste (Costa Rica). Surgió en la segunda mitad del siglo XVIII, el 4 de septiembre de 1769, con el nombre de pueblo de Guanacaste, como consecuencia del establecimiento de una ayuda de parroquia en su emplazamiento, aunque sin acto jurídico de fundación.
La ciudad de Liberia se encuentra aproximadamente a 215 km de la capital de Costa Rica, San José. Se le suele llamar la "Ciudad Blanca" porque en el pasado sus calles estaban hechas de "cascajo", un material polvoso de color blancuzco.

## Toponimia
Su nombre proviene de la raíz latina liber, que significa: libre e independiente en lo político y en lo social. Por extensión, Liberia significa Tierra libre.
Respecto al nombre, el escritor Miguel Salguero señala que el origen es confuso y existen varias versiones. La más conocida indica que se debe a la creación del país de Liberia en África, establecido con esclavos libertos procedentes de Estados Unidos para esos años.
Liberia sustituyó el nombre de Moracia (utilizado entre 1854 a 1860), un homenaje al héroe de la guerra contra los filibusteros, Juan Rafael Mora, quien, junto a otro héroe, el general José María Cañas, fueron fusilados en 1860, en Puntarenas. Moracia subsiste en la nomenclatura de un céntrico barrio de la ciudad de Liberia.

## Historia
Liberia fue fundada como una ermita sin ningún acto legal o formal de fundación, el 4 de septiembre de 1769. Estaba situada en un lugar estratégico donde se cruzan los caminos conocidos de los municipios de Rivas, Bagaces y Nicoya. La ermita fue utilizada sobre todo como lugar de descanso por los viajeros. Los gigantescos árboles de la zona, llamados popularmente "guanacaste" (Enterolobium cyclocarpum), daban sombra para los viajeros y las horas extraordinarias y el ganado de la zona que con el tiempo se llegó a conocer como Guanacaste a dicho poblado.
El propio acuerdo compartió una historia común de Nicaragua y Costa Rica. En 1812 las Cortes de Cádiz crearon las provincias de Nicaragua y Costa Rica. Ambos países obtuvieron su independencia de España el 15 de septiembre de 1821 después de la derrota española en la guerra de Independencia de México.
Después de la breve duración Primer Imperio Mexicano (1821-1823), Costa Rica (que se consideraba un puesto provincial menor en ese momento) pasó a formar parte de la recién creada República Federal de Centroamérica en 1823.
El Partido de Nicoya sirvió como una unidad administrativa para la República Federal de Centroamérica. El Partido compone la mayor parte del territorio que hoy es la provincia de Guanacaste, Costa Rica. La mayor parte de la zona, tales como los asentamientos de Nicoya y Santa Cruz, celebraron los lazos económicos al territorio costarricense, así como al puerto cada vez mayor de Puntarenas. Mientras tanto, el asentamiento de Guanacaste (el moderno Liberia de hoy en día), celebró lazos económicos más estrechos a territorio nicaragüense, como la ciudad de Rivas.
Bajo el liderazgo de los pueblos de Nicoya y Santa Cruz, del Partido de Nicoya votó para anexarse a Costa Rica el 25 de julio de 1824.
Los habitantes de Guanacaste optaron por seguir siendo parte de Nicaragua en 1824. En 1826, después de años de conflicto, el Congreso de la República Federal de Centroamérica añadió Guanacaste (hoy Liberia) a Costa Rica.
El pueblo de Guanacaste creció en importancia y poco a poco superó el pueblo de Nicoya como el asentamiento más importante de la zona. El 23 de julio de 1831, el asentamiento de Guanacaste se le dio el título de Villa de Guanacaste. Sólo unos pocos años más tarde el 3 de septiembre de 1836 se le dio el nombre de Ciudad de Guanacaste.
En 1838, después de que la República Federal de Centroamérica comenzó a disolverse, Costa Rica se retiró formalmente y se proclamó un Estado soberano. El 7 de diciembre de 1848 Costa Rica dividido su territorio nacional en provincias, cantones y distritos. El territorio que abarcaba Nicoya, Bagaces, Santa Cruz, Guanacaste (Liberia) y Cañas pasaron a formar parte de la recién formada provincia de Guanacaste.
El 30 de mayo de 1854, un decreto del gobierno cambió el nombre de la ciudad de Guanacaste a la ciudad de Liberia. El nombre de la provincia de Guanacaste fue cambiado a Moracia en honor del entonces presidente de Costa Rica Juan Rafael Mora Porras.
En agosto de 1859, Juan Rafael Mora Porras fue derrocado en un golpe de Estado orquestado por el Dr. José María Montealegre. El 20 de junio de 1860 durante la administración del nuevo presidente de Costa Rica Dr. José María Montealegre, el nombre de la provincia fue cambiado de nuevo de Moracia al definitivo Guanacaste. Montealegre mantuvo el nombre de ciudad de Liberia, pero vio que no sean aptos para mantener una provincia el nombre de un enemigo político.
La importancia de Liberia siguió creciendo y se convirtió en un centro importante para la agricultura y la ganadería. La construcción de la carretera Interamericana aumentó aún más la importancia de Liberia y contribuyó al crecimiento del comercio dentro y fuera de la ciudad. A finales del siglo XX, Liberia se convirtió en un punto de parada importante para los turistas que viajan a las playas de la Costa del Pacífico de Guanacaste.
En la actualidad, Liberia y la provincia de Guanacaste aceptan 25 de julio de 1824 como el día de su anexión a Costa Rica.
Liberia es a menudo llamada por sus habitantes la "Ciudad Blanca", debido a la grava blanca utilizada antiguamente para construir las calles de la ciudad y las casas coloniales encaladas coloniales que alguna vez poblaron una gran parte de la ciudad. El río Liberia lleva el mismo nombre que la ciudad, y es su principal curso de agua en la provincia de Guanacaste.

### Cantonato
Liberia es uno de los cantones más antiguos de Costa Rica, aunque originalmente fue conocido con otro nombre. Su fundación data del 4 de septiembre de 1769, bajo el nombre de Guanacaste. Posteriormente, su establecimiento oficial como cantón se realizó mediante el Decreto Legislativo n.º 167 del 7 de diciembre de 1848, en cuyo artículo n.º 9 se menciona a "Guanacaste" como el cantón primero de la provincia homónima.
El nombre Liberia fue adoptado oficialmente para la ciudad mediante el Decreto Legislativo n.º 3 del 30 de mayo de 1854, reemplazando así la denominación anterior de Guanacaste.

## Ubicación
Sus límites son:
- Este: Bagaces
- Oeste: Océano Pacífico
- Norte: La Cruz
- Sur: Carrillo
- Noreste: Upala
- Noroeste: La Cruz
- Sudoeste: Carrillo

## Geografía
Cantón de Liberia cuenta con un área de 1442,17 km² y una altitud media de 193 m s. n. m.
Liberia presenta una de las tierras geológicamente más antiguas de todo el territorio costarricense. Las rocas datan de los períodos Cretácico Terciario y Cuaternario; siendo las rocas volcánicas del Cuaternario las que predominan en la región, con materiales provenientes de la Cordillera de Guanacaste, principalmente de los volcanes Rincón de la Vieja y Miravalles. El cantón se asienta sobre una meseta, generada por la actividad volcánica, la cual ha sido llamada como la  Meseta Ignimbrítica de Liberia, caracterizada por su suelo de color blanco, producto de su origen en una roca volcánica de nombre ignimbrita (conocida como "cascajo"), de gran acidez y de gran blancura. Por sus suelos blancos, la ciudad de Liberia es conocida como la "Ciudad Blanca" de Costa Rica.
En el cantón de Liberia se encuentra el volcán activo de la Cordillera de Guanacaste, el volcán Rincón de la Vieja, así como los volcanes Cacao y Santa María. Además, en el cantón se encuentran los "Domos Volcánicos de Cañas Dulces". Estos se ubican entre las faldas del volcán Rincón de la Vieja al noreste y los pueblos de Cañas Dulces y Curubandé al suroeste del cantón. Son domos volcánicos extrusivos, erosionados y de poca altitud: cerros Cañas Dulces (655 mnsm), Fortuna (479 m s. n. m.), Góngora (768 m s. n. m.), San Roque (545 m s. n. m.), Las Mesas (611 m s. n. m.) y Atravesado (319 m s. n. m.), algunos de ellos bien conservados o formados por coladas de lava. Poseen una historia geológica compleja y se han formado por la actividad eruptiva de un volcán prehistórico ya destruido sumado a la actividad eruptiva de los volcanes Rincón de la Vieja y Miravalles. En la zona se han encontrado vestigios de presencia aborigen de al menos 3000 años de antigüedad.
La Península y el Golfo de Papagayo se encuentran en el cantón de Liberia donde se pueden encontrar numerosas playas como Iguanita, Blanca, Prieta, Nacazcolo, Nacazcolito, Virador, Bahía Huevos, Cabuyal, Carbonal y Playa Naranjo (Roca Bruja).
El Volcán Cacao, el parque nacional Volcán Rincón de la Vieja y Volcán Santa María marcan la frontera noreste de este cantón con forma de romboide o de diamante.
El Río Salto delinea la frontera suroeste hasta el Río Tempisque y el Tempisque forma la frontera en el sureste hasta la bahía Naranjo.
El cantón comprende la parte más visitada del parque nacional Santa Rosa en su frontera noroeste, la Casona de Santa Rosa.
Las coordenadas geográficas medias del cantón de Liberia están dadas por 10°41′38″ latitud norte y 85° 29'40" longitud oeste.
La anchura máxima es de sesenta kilómetros, en dirección norte a sur, desde la ladera del cerro Orosilito hasta el río Tempisque, al norte del poblado La Guinea, en la jurisdicción del cantón Carrillo.

### Clima
Su clima es Tropical Seco. Se caracteriza por ser fresco y ventoso desde noviembre hasta febrero, cálido y seco en los meses de marzo y abril, así como lluvioso y húmedo desde finales de abril hasta finales de noviembre, con fuertes lluvias en septiembre y octubre.
Las temperaturas rondan entre los 17 °C y los 35 °C con un promedio de temperatura anual de 26 °C. Los extremos históricos en la ciudad de Liberia son de 12,8 °C como temperatura mínima y 40,1 °C como temperatura máxima.
Mientras tanto, las tierras del cantón ubicadas en la Cordillera de Guanacaste, gozan de un clima templado a frío condicionado por la altitud, con una variación significativa en la humedad absoluta.
Su punto más frío se encuentra en las cumbres del macizo volcánico Rincón de la Vieja, donde las temperaturas pueden descender hasta los 5 °C.

## División administrativa
Liberia está dividido en cinco distritos:
- Liberia
- Cañas Dulces
- Mayorga
- Nacascolo
- Curubandé

### Leyes y decretos de creación y modificaciones[9]
- Decreto Legislativo 31 de 23 de julio de 1831 (se erige en villa el pueblo Guanacaste).
- Decreto Legislativo 172 de 3 de septiembre de 1836 (título de ciudad a la población Guanacaste)
- Decreto Legislativo 167 de 7 de diciembre de 1848 (se menciona Guanacaste como cantón 1 de la provincia Guanacaste en el artículo 9)
- Decreto Legislativo 3 de 30 de mayo de 1854 (nombre de Liberia, para la ciudad Guanacaste).
- Decreto Legislativo 22 de 4 de noviembre de 1862, "Ordenanzas Municipales" (Liberia cantón 1 de la provincia Guanacaste)
- Ley 4354 de 23 de julio de 1969 (creación y límites del cantón La Cruz, colindante con esta Unidad Administrativa).
- Ley 4541 de 17 de marzo de 1970 (creación y límites del cantón Upala colindante con este cantón).
- Decreto Ejecutivo 2077-G de 26 de noviembre de 1971 (creación y límites de los distritos Mayorga, Nacascolo y Curubandé, 3, 4 y 5 de esta Unidad Administrativa).
- Decreto 2183-G-C de 15 de febrero de 1972 (declara oficial los nombres Mayorga, Nacascolo y Curubandé).

## Demografía
Para el año 2022, Cantón de Liberia cuenta con una población estimada de 80 130 habitantes, y para el último censo efectuado, en 2011, Cantón de Liberia contaba con una población de 62 987 habitantes.
De acuerdo al censo nacional del 2011, la población del cantón era de 67 463 habitantes, de los cuales, el 10,2% nació en el extranjero. El mismo censo destaca que había 16.577 viviendas ocupadas, de las cuales, el 64,5% se encontraba en buen estado y había problemas de hacinamiento en el 8,8% de las viviendas. El 82,0% de sus habitantes vivían en áreas urbanas.
Entre otros datos, el nivel de alfabetismo del cantón es del 97,7%, con una escolaridad promedio de 8,8 años.
El cantón tiene un índice de desarrollo humano de 0.768 catalogado como alto.

## Economía
Liberia es el centro regional más importante del noroeste de Costa Rica. Es una de las principales ciudades turísticas del país. Esta zona, posee un aeropuerto que recibe diariamente decenas de vuelos internacionales: Aeropuerto de Guanacaste, por lo que es común ver a extranjeros caminando por los alrededores de la ciudad. 
En la ciudad de Liberia se encuentra Solarium, una de las zonas francas más importantes de Costa Rica y Centroamérica. Solarium es uno de los proyectos más ambiciosos que ha realizado el país en esa zona, se trata de un megaparque industrial de uso mixto, es decir, incluye oficinas, negocios, hotel y una universidad, en casi 1 millón de metros cuadrados de construcción, el más grande de la región centroamericana. Liberia se ha ido modernizando con el paso de los años, en el 2015 se inauguró la autopista Cañas-Liberia. La construcción de la autopista dinamizó aún más la economía de Liberia. Entre el 2016 y 2017 abrieron en la ciudad importantes cadenas de restaurantes como Taco Bell, KFC, Quiznos, entre otros. Además, la empresa Walmart abrió el supermercado más grande de la provincia de Guanacaste en la Ciudad Blanca.
En Liberia se encuentran sedes de las principales universidades del país como la Universidad de Costa Rica, Universidad Nacional, Universidad Latina de Costa Rica, entre otras. 
Los hoteles de montaña en la zona del Rincón de la Vieja y hoteles de playa en el Golfo de Papagayo, son los destinos favoritos por los turistas en el cantón de Liberia.
Actualmente se instalan en la zona varias empresas de alta tecnología. La primera de ellas es Ad Astra Rocket Company y se ubica en el campus de la Universidad EARTH (La Flor).
Por otra parte, en el cantón liberiano, el Instituto Costarricense de Electricidad ha instalado varios centros de producción de energía eléctrica que funcionan gracias a fuentes limpias y renovables como la energía eólica y geotérmica. El Parque Eólico Orosi es uno de los parques de generación de energía eólica del cantón. Los proyectos geotérmicos de Liberia son Las Pailas I y II, Borinquen I y Borinquen II. Estos proyectos se ubican en las faldas del volcán Rincón de la Vieja. 
La Península de Papagayo se encuentra en el cantón de Liberia donde se pueden encontrar numerosas playas como Iguanita, Blanca, Prieta, Nacazcolo, Nacazcolito, Virador, Bahía Huevos, Cabuyal, Carbonal y Playa Naranjo (Roca Bruja).
El parque nacional Rincón de la Vieja está situado justo al noreste de Liberia. Cuenta con un volcán activo, aguas termales, ollas de barro, y numerosas cascadas y ríos que se pueden encontrar a lo largo de muchos kilómetros en los senderos del parque.
También existen aguas termales ubicadas al sureste de Liberia, a lo largo de las laderas occidentales de los volcanes Miravalles y Rincón de la Vieja.
El censo nacional de 2011 detalla que la población económicamente activa se distribuye de la siguiente manera:
- Sector Primario: 8,4 %
- Sector Secundario: 13,0 %
- Sector Terciario: 78,6 %

### Turismo
Liberia (al igual que el resto de la provincia) es una región conocida por su folclore y costumbres. Este cantón se caracteriza por tener de extensas haciendas ganaderas en la mayor parte de la meseta liberiana. En el cantón se disfruta de una forma única las tradiciones como el tope de toros, el boyeo y la monta de toros. El tope de toros de Liberia fue declarado en el año 2013 por el Ministerio de Cultura, como Patrimonio Intangible o Inmaterial de Costa Rica debido a que se conserva la esencia tradicional de un verdadero tope de toros. La ciudad de Liberia ha trabajado por largos años para conservar esta tradición para el disfrute de las próximas generaciones y el de los turistas que visiten la ciudad en época de fiestas cívicas o celebraciones conmemorativas al aniversario de la Anexión del Partido de Nicoya.
Entre las atracciones turísticas de la ciudad o en sus cercanías se encuentra África Safari, un parque de aventuras al estilo safari africano con zebras, jirafas, camellos, avestruces, entre otros animales de la selva africana. Dentro de este parque se encuentran las cataratas de El Salto y la catarata Ponderosa (también conocida como La Vieja), esta última con una enorme caída de agua donde las personas pueden refrescarse bajo la cascada. Este parque está ubicado a 4 kilómetros al sur de la ciudad. 
En el centro de la ciudad de Liberia, los turistas disfrutan de numerosas edificaciones del siglo XIX, principalmente en la popular "Calle Real" donde aun se conservan algunas de las primeras edificaciones de la Ciudad Blanca como por ejemplo la Antigua Gobernación, Hotel Liberia, Café Liberia. Otras edificaciones antiguas de la ciudad son la Casa de la Cultura de Liberia, la ermita de Nuestro Señor de la Agonía, el Museo del Sabanero, el Antiguo Cuartel General de Liberia, entre otras más. 
La Casona de Santa Rosa se ubica en el cantón de Liberia.
Uno de los principales atractivos de la zona es la cercanía a las playas y los numerosos hoteles que se encuentran en estas. Lugares del cantón como el golfo de Papagayo y Bahía Culebra, se han visto muy desarrollados en los últimos años y el crecimiento continúa. Con la llegada de más vuelos internacionales a la zona el turismo se perfila como el mayor aliado para el desarrollo de Liberia.
Otro destino importante es el parque nacional Rincón de la Vieja, ubicado en la Cordillera de Guanacaste, a 23 km al noreste de la ciudad de Liberia. Dentro de este parque nacional en Liberia, se encuentra uno de los volcanes más activos de Costa Rica, el Volcán Rincón de la Vieja, además de manifestaciones volcánicas como pailas de agua y barro, volcancitos, fumarolas, aguas termales, además se pueden encontrar numerosos ríos y cataratas como catarata Oropéndola, La Cangreja y Cataratas Escondidas.